# Zukunftsforschung
Die Zukunftsforschung oder Futurologie (lateinisch futurum „Zukunft“ und -logie) ist die „systematische und kritische wissenschaftliche Untersuchung von Fragen möglicher zukünftiger Entwicklungen“ „auf technischem, wirtschaftlichem und sozialem Gebiet“. Sie verwendet unter anderem Methoden, Verfahren und Techniken, wie sie von der Prognostik entwickelt wurden (und werden), und verbindet qualitative und quantitative Methoden.

## Geschichte
Der Begriff Futurologie wurde 1943 von Ossip K. Flechtheim eingeführt. Er sieht in der Futurologie eine Synthese aus Ideologie und Utopie, räumt aber ein, dass in dem Begriff (noch) nicht der Anspruch auf Wissenschaftlichkeit steckt. Die Zukunftsforschung ist im Wesentlichen in den USA entstanden, hauptsächlich nach dem Zweiten Weltkrieg. In Europa war Frankreich das Pionierland mit Autoren wie Bertrand de Jouvenel und Jean Fourastié sowie mit der staatlichen „Planification“ und der Association Futuribles. In Deutschland sind neben Flechtheim auch Wilhelm Fucks (1965) und Karl Steinbuch (1971) zu nennen. Wie im Englischen sich mittlerweile der Begriff der „Futures Studies“ durchgesetzt hat, wird auch im Deutschen vorwiegend der Begriff der Zukunftsforschung für die wissenschaftliche Auseinandersetzung mit möglichen, wahrscheinlichen und absehbaren Zukunftsentwicklungen statt des Begriffs der Futurologie genutzt (vgl. zur Diskussion u. a. Popp/Schüll 2008). Einen Überblick mit Einschätzung der Zukunft der Zukunftsforschung gibt Rolf Kreibich 2009.
Von April 2010 bis Dezember 2013 hielt Daniel Barben die in Deutschland erste Professur für Zukunftsforschung am Institut für Politische Wissenschaft der RWTH Aachen, die jedoch nicht nachbesetzt wurde. Von 2018 bis 2023 war Heiko Andreas von der Gracht Inhaber des Lehrstuhls für Zukunftsforschung an der Steinbeis Hochschule, 2024 folgte er dem Ruf der Universität für Weiterbildung Krems und übernahm dort die Professur für Foresight und Digitale Transformation.
Die Freie Universität Berlin bietet den Master of Arts in Zukunftsforschung an.

## Definition
Kreibich definiert Zukunftsforschung 2006 als „die wissenschaftliche Befassung mit möglichen, wünschbaren und wahrscheinlichen Zukunftsentwicklungen und Gestaltungsoptionen sowie deren Voraussetzungen in Vergangenheit und Gegenwart.“ Diese Definition wird in der wissenschaftlichen Zukunftsforschung weitgehend akzeptiert, wobei ihre Wissenschaftlichkeit „in Abgrenzung zu zahlreichen pseudowissenschaftlichen Tätigkeiten wie ‚Trendforschung‘, ‚Prophetie‘ oder ‚Science Fiction‘ grundsätzlich allen Qualitätskriterien [unterliegt], die in der Wissenschaft an gute Erkenntnisstrategien und leistungsfähige Modelle gestellt werden: Relevanz, logische Konsistenz, Einfachheit, Überprüfbarkeit, terminologische Klarheit, Angabe der Reichweite, Explikation der Prämissen und der Randbedingungen, Transparenz, praktische Handhabbarkeit u. a.“

## Zukunftsmodelle

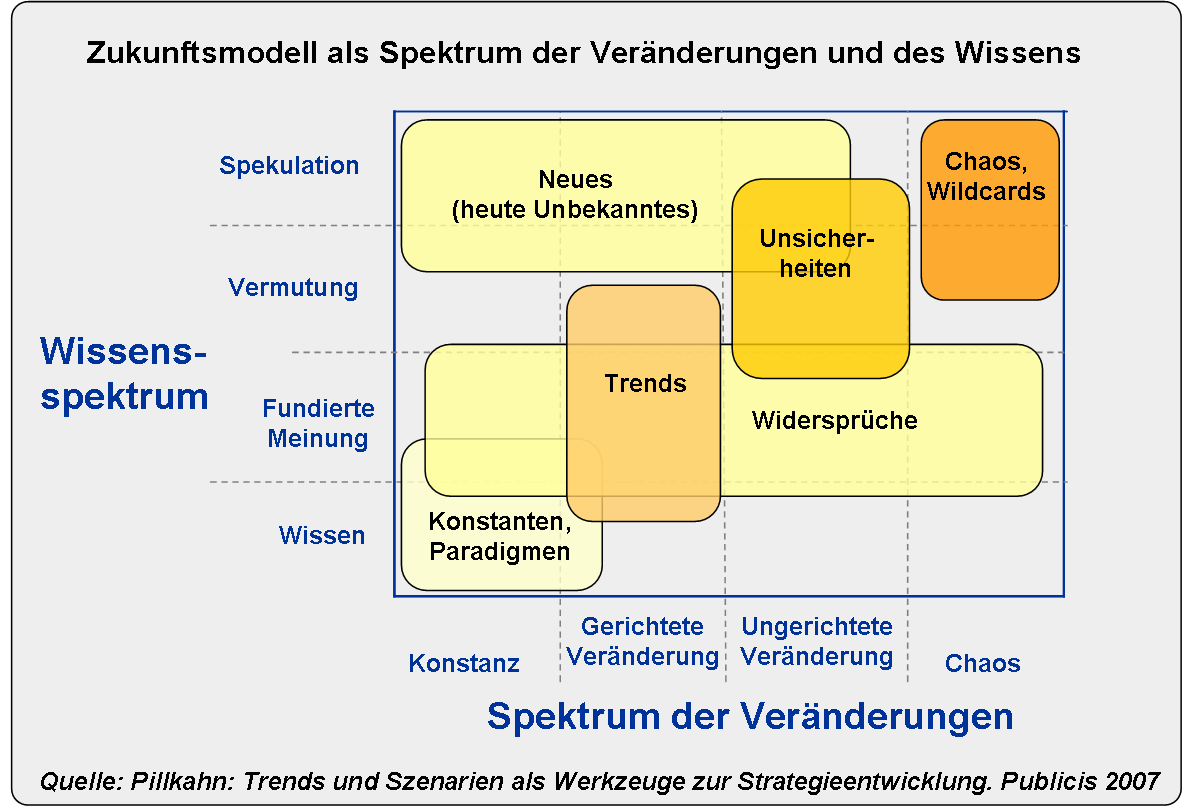
Zukunftsmodell nach Pillkahn

Die Beschäftigung mit der Zukunft erfordert eine strenge Unterscheidung zwischen tatsächlichem Wissen und Glaube, Extrapolation und Vermutung, Abschätzung und Spekulation. Die Darstellung verdeutlicht das. Schon Platon und Kant bemühten sich um Differenzierung (Liniengleichnis). 
Die andere Achse stellt das Spektrum der Veränderung dar und verdeutlicht, dass sich die Zukunft nicht linear aus dem Heute entwickelt. Das Spektrum beginnt mit dem konstanten Bereich über die Veränderungen mit steigender Veränderungsdynamik bis hin zum Chaos.
In diesem Zukunftsraum ergeben sich bestimmte Bereiche (z. B. die Trends), die mit den Methoden der exakten Wissenschaften im Sinne der Zukunftsforschung untersucht werden können. Das Modell zeigt, dass mit Trends nur ein kleiner Teil im Zukunftsraum abgedeckt wird, auch wenn Trends oftmals die wohl populärsten Zukunftsinstrumente sind. Ein ganz wesentliches Element sind nicht vorhersehbare Innovationen, die als Möglichkeiten gleichwohl in die Überlegungen einbezogen werden können: Es wird irgendetwas geben, was wir heute noch nicht wissen, so wie zu Bismarcks Zeiten auch niemand etwas vom Internet „gewusst“ hat.
Im Gegensatz zur Marktforschung, die mittels der Methode des „Zählens“ die Vergangenheit abbildet, und der Trendforschung, die mittels der Methode des „Beobachtens“ die Gegenwart beschreibt, versucht die Zukunftsforschung mittels Extrapolation die Zukunft zu bestimmen. Kernmodell dabei ist es, im ersten Schritt die „möglichen“ Zukünfte zu definieren und im zweiten Schritt daraus die „wahrscheinlichen“ Zukünfte abzuleiten.

## Methoden
- Computersimulation
- Cross-Impact-Analyse
- Delphibefragung
- Futures Wheel
- Historische Analogie
- Methode 635
- Nutzwertanalyse
- Relevanzbaum
- Roadmapping
- Simulation
- Synektik
- Systemanalyse
- Szenarien
- Technikfolgen-Abschätzung
- Trendextrapolation
- Verflechtungsmatrix

## Fachzeitschriften
- Bibliographie prospective
- Blickpunkt Zukunft
- European Journal of Futures Research
- Forecasting
- Future Survey
- Futures Research Quarterly
- Futures: the journal of forecasting, planning and policy
- Futuresco
- Futuribles
- Futurics
- International Review of Strategic Management
- Long Range Planning
- proZukunft
- Strategic Management Journal
- swissfuture (Magazin für Zukunftsmonitoring)
- Technological Forecasting & Social Change
- The Futurist
- The International Journal of Forecasting
- The Journal of Business Strategy
- WFSF Bulletin
- World Futures
- Zeitschrift für Zukunftsforschung
- Futures & Foresight Science
- Zukünfte
- Zukunftsforschung

## Verbände & Netzwerke für Zukunftsforschung
- Association of Professional Futurists
- Global Foresight Network des WEF
- Kapitel 21: Zukunftsforschung (Alumniverein des Masterstudiengangs Zukunftsforschung an der Freien Universität Berlin)
- Netzwerk Zukunftsforschung e. V.
- The Millennium Project
- World Future Council
- World Future Society
- World Futures Studies Federation